# Чижикова, Тамара Викторовна
Тама́ра Ви́кторовна Чи́жикова (2 мая 1937 — 12 августа 2021) — советский и российский учёный в области технологии мясных, молочных и рыбных продуктов, член-корреспондент РАН (2014).

## Биография
Родилась 2 мая 1937 года в Москве.
В 1959 году окончила Московский технологический институт мясной и молочной промышленности.
С 1959 по 1962 годы — механик цеха завода «Новый мыловар»
С 1962 по 1972 годы работала во ВНИИ мясной промышленности.
С 1975 года работала в Московском государственном университете прикладной биотехнологии, заведующая кафедрой технологии машиностроения, одновременно (1985—1988) декан факультета «Биотехники».
В 1985 году защитила докторскую диссертацию, в 1986 году присвоено учёное звание профессора.
В 1991 году избрана членом-корреспондентом ВАСХНИЛ. В 2014 году стала членом-корреспондентом РАН (в рамках присоединения РАСХН к РАН).

## Научная деятельность
Видный учёный в области разработки и создания оборудования для перерабатывающих отраслей агропромышленного комплекса.
Является соавтором оригинальных разработок в области создания оборудования и технических средств для мясоперерабатывающей промышленности: «Материалы для изготовления режущих инструментов измельчителей мяса и мясных продуктов», стандарта СЭВ «Волчки. Режущий инструмент. Основные размеры и технические требования»; серийного производства ленточных пил для резки мясокостного сырья; технологии упрочнения решеток для измельчителей мяса методом борирования; экспресс-метода и прибора для оценки качества мяса по цвету.
Соавтор около 300 научных публикаций, в том числе 27 книг и брошюр (из них 7 монографий). Приняла участие в создании 14 изобретений.

## Основные работы
- Машины для измельчения мяса и мясопродуктов. — М.: Лег. и пищ. пром-сть, 1982. — 302 с.
- Биомеханика костной ткани животных / НИИ информ. и техн.-экон. исслед. пищ. пром-сти. — М., 1990. — 165 с.
- Монтаж, эксплуатация и ремонт технологического оборудования перерабатывающих отраслей АПК / соавт.: А. Н. Батищев и др.; НИИ информ. и техн.-экон. исслед. по инж.-техн. обеспечению агропром. комплекса. — М., 1997. — 288 с.
- Надежность и техническая диагностика оборудования перерабатывающих отраслей АПК. — М.: Фантера, 2000. — 191 с.
- Стандартизация, метрология и сертификация: (учеб. пособие). — М.: Колос, 2001. — [260] с.

## Награды
- Заслуженный деятель науки Российской Федерации (1996)
- Почётный работник высшего профессионального образования РФ (2000)
- Нагрудный знак «Изобретатель СССР» (1983)